# Ollainville (Essonne)
Ollainville ist eine französische Gemeinde mit 5361 Einwohnern (Stand: 1. Januar 2022) im Département Essonne der Region Île-de-France. Sie liegt im Arrondissement Palaiseau und zum Kanton Arpajon.
Die Einwohner werden Ollainvillois genannt.

## Geographie
Ollainville liegt 32 Kilometer südwestlich von Paris an den Flüssen Orge und Rémarde in der Landschaft Hurepoix.
Am äußersten östlichen Rand der Gemeinde führt die Route nationale 20 entlang.

### Nachbargemeinden
Umgeben wird Ollainville von den Nachbargemeinden Marcoussis im Norden und Nordwesten, Linas im Nordosten, Saint-Germain-lès-Arpajon im Osten, Arpajon im Südosten, Égly im Süden sowie Bruyères-le-Châtel im Westen und Südwesten.

## Geschichte
Bruyères-le-Châtel wird erstmals 680 in einer Urkunde genannt.

### Bevölkerungsentwicklung
| Jahr      | 1962 | 1968 | 1975 | 1982 | 1990 | 1999 | 2006 | 2011 |
| Einwohner | 1082 | 1393 | 1876 | 2603 | 3555 | 3896 | 4570 | 4560 |

## Gemeindepartnerschaften
Mit der britischen Gemeinde Tutbury in der englischen Grafschaft Staffordshire besteht seit 2001 eine Partnerschaft, und seit 2013 besteht eine Partnerschaft mit der Gemeinde Loxstedt in Niedersachsen.

## Sehenswürdigkeiten

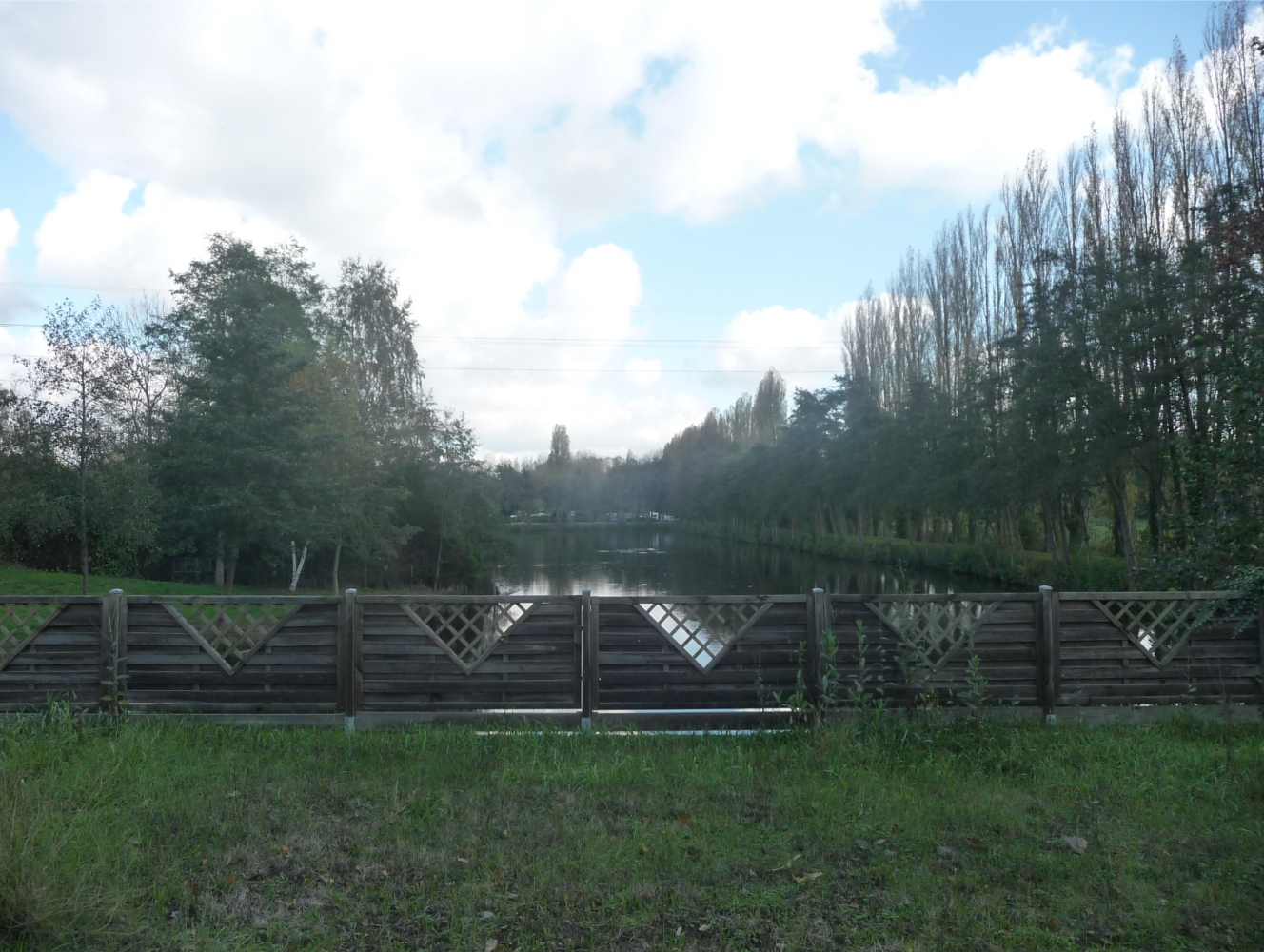
Am See von Ollainville

- Kirche Notre-Dame-de-Lourdes
- See (Étang) von Ollainville